# Casa da Paz

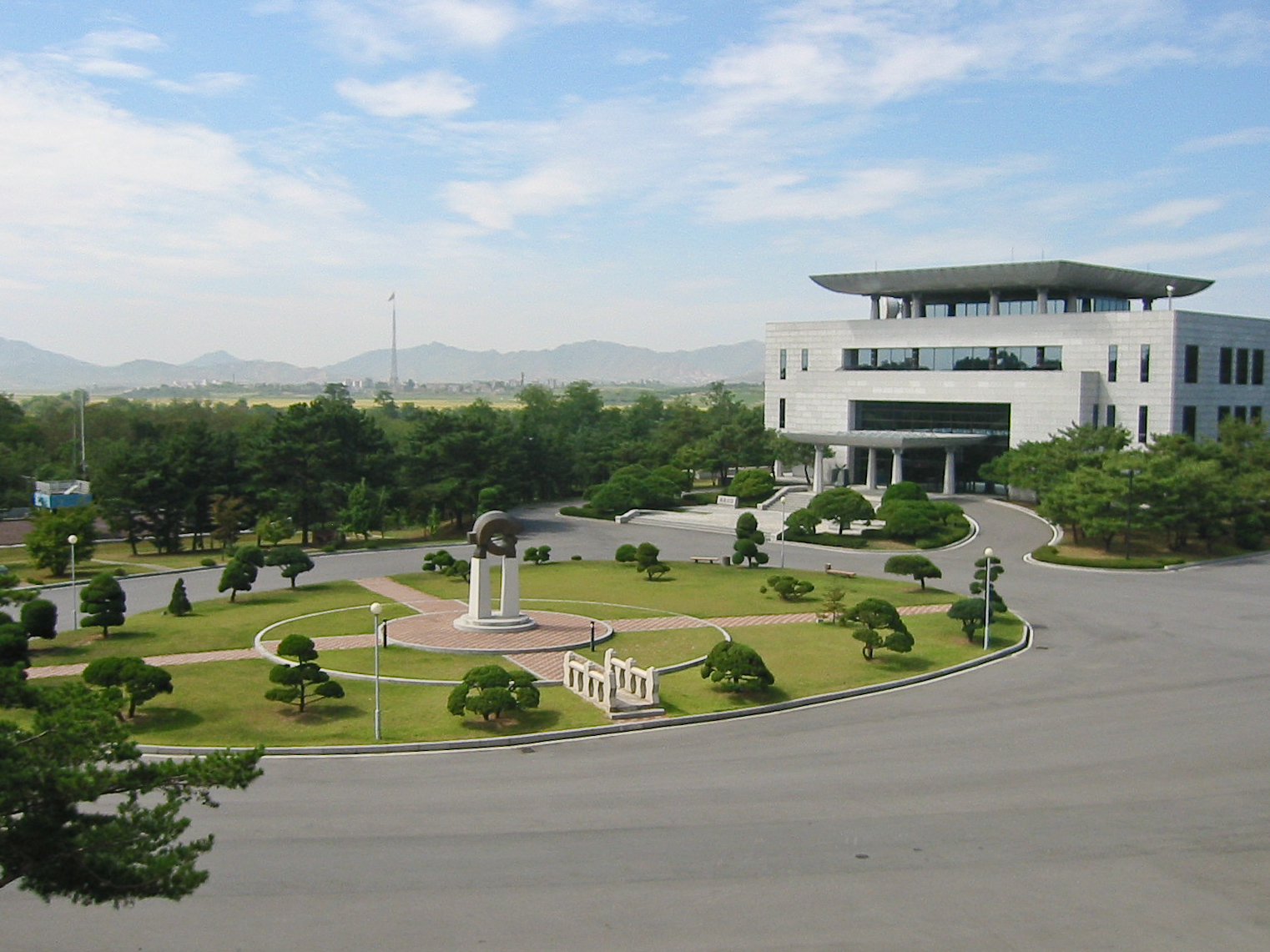
Casa de Paz Intercoreana.

A Casa da Paz Intercoreana e o Pavilhão da Unificação são locais alternativos para conversações de paz, situadas dentro da Aldeia de Tréguas, entre as Coreias do Norte e do Sul, nos lados sul e norte, respectivamente, da Linha de Demarcação Militar.
A Casa da Paz é uma estrutura de três andares construída em dezembro de 1989 e é designada exclusivamente para propósitos não militares. É um lugar onde as negociações de paz são realizadas, exceto para as conversações militares entre as duas Coreias. Foi a localização da cúpula conferência intercoreana de 2018 em abril.